# Deixis
A nyelvészetben is használt deixis (< ógörög δεῖξις (deixisz) „rámutatás”) terminus eredetileg a formális logika szakszava. Nyelvi eszközzel való közvetlen utalást nevez meg a beszédhelyzettel kapcsolatos egyik vagy másik nyelven kívüli entitásra, amelyet sajátos módon aktualizál. A deiktikus elemnek nevezett nyelvi eszköz személyre, tárgyra, helyre, időre, cselekvési módra, minőségre vagy szociális viszonyra utal. Egyes szerzők ezekhez hozzáadják a diskurzusban (szövegben) lévő helyekre utaló deiktikus elemeket.
Egyrészt a deiktikus elemekben, másrészt a főnevekben, igékben és melléknevekben általában az a közös, hogy legtöbbjüknek van szintaktikai funkciója, de az utóbbiak a nyelven kívüli entitásokra a beszédhelyzettől függetlenül utalnak, miközben a deiktikusok csak a beszédhelyzettel kapcsolatban lévő nyelven kívüli entitásokra utalhatnak. Olykor a deiktikus elemek olyan nem nyelvi közlési eszközökkel társítottak, mint mutatás, tekintet iránya stb. Deiktikus elemek például az alábbi párbeszédben vannak:
– Most itt csinálod meg ezt?
– Nem. Holnap és inkább azt.
A deixis azon három elemi utalási jelenségnek az egyike, amelyek kapcsolatokat teremtenek a diskurzus mikroszintjén. A többi két, forikusnak nevezett jelenség a diskurzuson belüli nyelvi entitásokra utal. Ezek az anafora, azaz visszautalás egy előbb előforduló nyelvi entitásra (pl. Muki kutya szereti a labdáját. Azzal akar mindig játszani.) és a katafora, azaz előreutalás egy utólag megjelenő nyelvi entitásra, pl. Leonin azt sugá barátjának: Most mindjárt el leszünk temetve (Jókai Mór). Megjegyzendő az is, hogy egyes elemek olykor deiktikusak, máskor forikusak, pl. azt a fenti párbeszédben deiktikus, miközben azzal és azt az utóbbi két példában forikusak. Az is előfordul, hogy egyes elemek egyidőben deiktikusak és forikusak. Például az Ez a könyv a tiéd mondatban a tiéd a megnyilatkozás címzettjére utaló deiktikus elem és az alanyra utaló anaforikus elem. Ennek a három jelenségnek másokkal együtt pragmatikai funkciójuk van, hozzájárulnak a diskurzus egységéhez, részeinek összetartozásához.

## A deiktikusok természete és azon deixistípusok, amelyeket megvalósítanak
A deiktikus elemek szemantikai és funkcionális szempontból egységes osztályt alkotnak, de nem egységeset nyelvtani szempontból, mivel nyelvtől függően különféle szófajokhoz tartozó szavak (artikulusok, többféle névmások, határozószók stb.), szókapcsolatok, grammatikai szóalakok, toldalékok.

### A határozott artikulus
Azon nyelvekben, amelyekben van határozott artikulus (névelő, mint a magyarban, végartikulus, mint a románban), ez rendszerint a beszédhelyzetben található tárgyak számára szolgál deiktikusként. Példák:
(magyarul) Ne tedd a cserepet az ajtó fölé!;
(franciául) Passe-moi le pain ! ’Add ide is a kenyeret!’;
(angolul) I can't find the volume control ’Nem találom a hangerőszabályzót’;
(románul) Dă-mi cartea! ’Add ide a könyvet!’

### A személyes és a visszaható névmás
A személyes névmások és a visszahatók a személyes deixis főelemei. Ezek a beszédhelyzetben részt vevőkre utalnak: a beszélőre, a megnyilatkozás legalább egy címzettjére és esetleg legalább még egy jelenlévő személyre, amely nem címzettje vagy nem közvetlenül az, akire a beszélő utal. A deixis rendszere egocentrikus, azaz a beszélő a deiktikus központ, az, amelyből a megnyilatkozás kiindul. A beszélőé a grammatikai első személy egyes számban, ha pedig legalább még egy személy nevében is beszél, többes számban. A címzett(ek) személye a második, más résztvevő(k)é a harmadik.
A személyes névmások használata vagy mellőzése bizonyos esetekben nyelvtől függően különbözhet. Túlnyomóan analitikus nyelvekben, mint amilyen a francia vagy az angol, amelyekben az ige nem fejezi ki elégséges módon a személyt, ha az alanyt nem más szó fejezi ki, az alanyi funkciójú személyes névmás csaknem mindig kötelező, akár nyomatékosított, akár nem. Kevésbé analitikus nyelvekben, mint a román, vagy szintetikus nyelvekben, mint a magyar vagy a BHMSZ, az ige alakja, rendszerint a személyragok révén elegendően fejezi ki az alanyt, magában is ellátva a személyes deixist, és az alanyi funkciójú személyes névmást általában csak az alany nyomatékosítására használják.

#### Az első személy
Példák túlnyomóan analitikus nyelvekben:
(franciául) Je suis arrivé à Nice vers 21 heures ’21 óra felé érkeztem Nizzába’, Moi, je vais aller à la plage ’Én kimegyek a tergerpartra’;
(angolul) I need a pound coin ’Szükségem van egy egyfontosra’, – Who invited Matthew? – Me ’– Ki hívta meg Matthewt? – Én’.
Más nyelvekben:
(magyarul) Várunk, Én egy sört fogok rendelni;
(románul) Sunt studentă ’Egyetemista vagyok’, Eu sunt! ’Én vagyok az!’;
(BHMSZ) (Ja) živim u Beogradu ’(Én) Belgrádban lakom’.
Az itt említett nyelvek mindegyikében egyéb szintaktikai funkciókban, mint az alanyi, az 1. személyt a magyarban csak hangsúlyos, a többiben hangsúlyos vagy hangsúlytalan (klitikus) személyes vagy visszaható névmás fejezi ki:
(magyarul) Látsz engem?;
(franciául) Jean, est-ce que tu m’entends ? ’Jean, hallasz engem?’;
(románul) Are ceva pentru mine ’Van nála valami a számomra’;
(angolul) Judy isn't coming with us ’Judy nem jön velünk’;
(BHMSZ) Dodajte mi hljeba ’Adjatok/Adjon (nekem) kenyeret’.

#### A második személy
A beszédhelyzetben a címzettet a 2. személy képviseli, ugyanolyan típusú szerkezetekben, mint az 1. személy esetében:
(magyarul) Mi történt veled? Se nem írsz, se nem telefonálsz;
(franciául) Jean et Bertille, quand venez-vous nous voir ? ’Jean és Bertille, mikor jöttök meglátogatni minket?’;
(románul) Spală-te! ’Mosakodj meg!’ (szó szerint: ’Mosd magadat!’, visszaható névmással);
(angolul) You can't buy much for a pound ’Nem sokat vehetsz egy fontért’;
(BHMSZ) Ti si na redu ’Te következel’.
A személyes névmás a szociális deixis kifejezésére is szolgál, amely a beszédhelyzet résztvevőinek identitásának és a közöttük meglévő társadalmi kapcsolatoknak a jellegzetességeit kódolja. Egyes nyelvekben, mint az angol, nincsenek a szociális deixis szerint megkülönböztetett személyes névmások, de másokban vannak.
A magyarban két udvariassági fokot fejeznek ki személyes névmások, amelyekkel az ige harmadik személyben egyezik:
- Udvariasabb az önözés: Önök ott lesznek a tárgyaláson?
- Kevésbé udvarias a magázás: Maga milyen könyvet keres?

A románban is két udvariassági fokot jelölnek. Az illető névmások az ’uraságod, uraságotok’ megszólítások megfelelőiből származnak:
- Az udvariasabb megszólítás egyetlen, változatlan alakú névmással történik, amellyel az igét többes szám második személyben egyeztetik, függetlenül attól, hogy egy címzettet vagy többet képvisel: Problema dumneavoastră e imposibil de rezolvat ’Az ön(ök) gondját lehetetlen megoldani’.[25]
- A kevésbé udvarias névmás csak egy címzettet képvisel. Van birtokos esetű, valamint ugyanolyan részes esetű alakja, és az ige egyes szám második személyben egyezik vele: Dumneata ești american? ’Maga amerikai?’,[26] Fratele dumitale locuiește tot aici? ’A maga fivére szintén itt lakik?’.[27] Ha több címzettet illet meg ez az udvariassági fok, akkor a dumneavoastră névmás használatos.

A francia nyelvben és a BHMSZ-ben csak egy udvariassági fokot jelez a ti-nek megfelelő névmás többes szám 2. személyű igével. Az, hogy egy vagy több címzettről van szó, csak a kontextusból derül ki:
(franciául) Pourriez-vous me rendre un service, s’il vous plaît ? ’Tudna-e/Tudnának-e tenni nekem egy szívességet, kérem?’;
(BHMSZ) Vi ste već odavna lovac? ’Maga/Ön már régóta vadász?’

#### A harmadik személy
Más személyt, mint a címzettet és egyes állatokat a 3. személy képvisel, olyan szerkezetekben, mint az 1. és a 2. személy esetében, de a névmások csak akkor deiktikus elemek, ha az illető személyek jelen vannak a beszédhelyzetben. Példák:
(magyarul) – Ki az új titkárnő? – Ő;
(franciául) Ni lui ni elle ne parlent espagnol ’Ő (hímnem) se, és ő (nőnem) se beszél spanyolul’;
(románul) Ea locuiește cu el ’Ő (nőnem) vele (hímnem) lakik’;
(angolul) He's a lovely little dog ’Ő (hímnem) kedves kicsi kutya’;
(BHMSZ) On je dobar čovjek ’Ő (hímnem) jó ember’.
A románban vannak harmadik személyű udvariassági névmások is, amelyek nemben és számban egyeznek a képviselt személlyel: dumnealui (< domnia lui ’urasága’) ’ő’ (hn.), dumneaei ’ő’ (nn.), dumnealor ’ők’ (hn. és nn.), dânsul ’ő’ (hn.), dânsa ’ő’ (nn.), dânșii ’ők’ (hn.), dânsele ’ők’ (nn.), mondatban pl. Pe dumneavoastră v-am văzut ieri la concert, pe dumnealor nu i-am văzut ’Önt/Önöket/Magát/Magukat láttam tegnap a koncerten, de őket nem láttam’.

### A birtokos névmások és determinánsok
A magyarban a birtokos névmások, más nyelvekben a birtokos névmások és determinánsok is kifejezik a személyt, tehát ezek is megvalósítják a személyes deixist. A birtokos determinánsoknak a magyarban a birtokos személyjelek felelnek meg (ld. ezekről lentebb).
1. személy:
(magyarul) Ez a könyv az enyém (névmás);
(franciául) C’est ton opinion ; ce n’est pas du tout la mienne ! (névmás) ’Ez a te vélyeményed, de egyáltalán nem az enyém is!’;
(románul) Fratele meu este student (determináns) ’A fivérem egyetemista’;
(angolul) I'd love to have my own flat (determináns) ’Szeretném, ha saját lakásom lenne’;
(BHMSZ) Ovo je moj sin ’Ez a fiam’ (determináns).
2. személy:
(magyarul) Ez a tied?;
(franciául) Ma valise est plus petite que la tienne ’Az én bőröndöm kisebb, mint a tied’;
(románul) Suntem impresionați de durerea voastră ’Meghat minket a fájdalmatok’;
(angolul) Your garden looks nice ’Jól néz ki a kerted/kertetek/kertje/kertjük’;
(BHMSZ) Mogli bismo odšetati i do tvojih roditelja ’Elsétálhatnánk a szüleidhez is’.
3. személy:
(magyarul) Ezek a könyvek az övéi;
(franciául) Il habite encore chez ses parents ’Még a szüleinél lakik’;
(angolul) That isn't Harriet's coat. Hers is blue ’Ez nem Harriet kabátja. Az övé kék’;
(BHMSZ) Njezin život je priča ’Az (ő) élete valóságos mese’.
A románban a 3. személyű birtokos névmásokat és determinánsokat helyettesíthetik a birtokos esetű személyes névmások: Ai săi sunt sănătoși ’Az övéi egészségesek’ = Ai lui … (hn. B. esetű személyes névmás), Ai ei … (nn. B. esetű névmás).

### A mutató névmások és determinánsok
A mutató névmások és determinánsok a beszédhelyzetben jelen lévő személyekre utalnak, vagy olyanokra, amelyek éppen eltávoztak, és tipikusak azon személyekre, akiket a beszélő bemutat a címzett(ek)nek. Ugyanakkor hellyel kapcsolatos deixist is kifejeznek, mivel homályosan bár, de különböző közelségi–távolsági fokokra is utalnak. Egyes nyelvekben két ilyen fokot jeleznek:
(magyarul) Ez Viktor, az Vera;
(franciául) Cet homme est fou ! ’Ez az ember bolond!’;
(románul) Aceștia sunt prietenii mei ’Ezek a barátaim’;
(angolul) Mr Crosby, this is my father ’Crosby úr, ez itt az apám’.
A BHMSZ olyan nyelv, amelyben három közelségi–távolsági fokot fejeznek ki, a címzetthez is viszonyítva:
Ovo je moja ćerka ’Ez a lányom’ (A személy a beszélő mellett van.);
Šta govori onaj čovek? ’Mit beszél az az ember?’ (A személy a beszélőtől is, a címzettől is távol van.);
Taj će sigurno dogurati do ministra ’Ez biztosan a miniszterségig viszi’ (A személy a címzetthez van közel.).
Ugyanezek a mutató szavak a beszédhelyzetbeli tárgyakra vonatkozóan is deiktikusak:
(magyarul) Ezeket megvesszük;
(franciául) Si vous cherchez un beau livre, prenez celui-ci plutôt que celui-là ’Ha szép könyvet keres/keresnek, vegye/vegyék inkább ezt, mint azt’;
(románul) Hotelul acesta e nou ’Ez a szálloda új’;
(angolul) Look at those clouds ’Nézd/Nézzétek/Nézze/Nézzék csak azokat a felhőket’;
(BHMSZ) Šta je ono no krovu? ’Mi az ott a háztetőn?’
A franciában élettelenekre külön mutató névmások is vannak, amelyek nem használhatók személyekre:
Prenez ceci ’Vegyétek/Vegye/Vegyék ezt’;
Qu’est-ce que c’est que ça ? ’Ez meg mi(csoda)?’
A magyarban és a BHMSZ-ben olyan mutató névmások/determinánsok is vannak, amelyek minőségre, méretre és mennyiségre utalnak:
(magyarul) ilyen/olyan kerékpár, ekkora/akkora házban, ennyi/annyi étel;
(BHMSZ) ovakve/takve/onakve rukave ’ilyen (pl. mint az enyéim) / olyan (pl. mint a tieid) /olyan (pl. mint az övéi) ruhaujjak’;
ovolika/tolika/onolika riba ’ekkora (pl. mint az enyém)/ akkora (pl. mint a tied)/ akkora (pl. mint az övé) hal’;
ovoliki/toliki/onoloki novac ’ennyi (pl. mint amennyi nálam van)/ annyi (pl. mint amennyi nálad van)/ annyi (pl. mint amennyi nála van) pénz’.

### Toldalékok
Az igealakok főleg személyre és időre utaló deiktikus elemek. Az e tekintetben elégségesen szintetikus nyelvekben a személyes deixist főleg az ige személyragjai biztosítják (lásd fentebb), beleértve a nulla rag, vagy, rendhagyó igék esetében az ige egész alakja. Az időre utaló deixist nyelvtől függően is jelek, ragok, segédigék, illetve egész igealakok fejezik ki.
Időre utaló deiktikus elemek az alábbiak:
(magyarul) Befejeztem a munkát (múltra való utalás jellel);
(franciául) Pendant les vacances, nous faisions toujours de longues balades à vélo ’Szünidőben mindig hosszú biciklitúrákat tettünk’ (múltra való utalás testes raggal);
(románul) Duc(ø) acest buchet de lalele mamei mele ’Edesanyámnak viszem ezt a tulipáncsokrot’ (jelenre való utalás nulla raggal);
(angolul) They will play the match ’Le fogják játszani a mérkőzést’ (jövőre való utalás segédigével);
(BHMSZ) Neću da se mješam ’Nem akarok beavatkozni’ (jelenre való utalás rendhagyó ige egészével).
Egyes nyelvekben olyan igealakok is vannak, amelyek kifejezik a szociális deixist, elsősorban az udvarias megszólításra használt személyragos alakokkal (lásd fentebb). Bizonyos igék és igei kifejezések is egészükben az ilyen megszólításra használatosak, mint a magyarban kérem (szépen), legyen szíves, szíveskedjék, parancsoljon stb. Ebben az értelemben a tetszik ige un. pragmatikai segédige is, pl. El tetszik utazni?
Egyéb nyelvekben is vannak ilyen igék vagy ige- és igealak-használatok:
(franciául) Veuillez vous asseoir, Madame ! ’Foglaljon helyet, asszonyom!’ (A vouloir ’akarni’ ige felszólító módban csak ilyen használatú.);
(angolul) This way, please ’Erre tessék’;
(románul) Vă rog să binevoiți a aproba cererea noastră ’Szíveskedjék kérésünket jóváhagyni’ (Csak ilyen használatú, a bine ’jól’ és voi ’akarni’ szavakból összetett ige.);
(BHMSZ) Molim vas ’Kérem (magát/magukat/önt/önöket)’.
Azon nyelvekben, amelyekben van raggal kifejezett megszólító eset, ez is a szociális deixist jelzi:
(románul) Băiete, vino încoace! ’Te fiú, gyere ide!’;
(BHMSZ) Ne boj se, striče! ’Ne félj, bácsikám!
A magyar nyelvben toldalékok vagy toldalékok is vannak olyan deixis-esetekre, amelyekre más nyelvekben szavak vannak.
Az egyik ilyen elem a személyes birtokjel, amely magában vagy személyes névmással együtt deiktikus, pl. Az (én) útlevelem a helyén van.
A címzettre a -lak/-lek rag is deiktikus a személyes névmással együtt vagy anélkül: Szeretlek (titeket).
A tárgyas ragozásban a ragok is utalnak a 3. személyre: (Őt) szeretem.
Az esetragok közül tíz a helyre utaló deixist szolgálja: Kiszedtem a pénzt a tárcából.

### Határozószók és határozószó értékű szókapcsolatok
Idő-, hely- és mód-határozószók biztosítják magukban vagy egyéb nyelvi eszközökkel együtt az időre, helyre, illetve módra utaló deixist.
Példák időre utaló deixisre az alábbiak:
(magyarul) Tegnap bicikliztünk az erdőben;
(franciául) La ligne est occupée, je rappellerai tout à l’heure ’A vonal foglalt, kicsit később újra telefonálok’;
(románul) Locuim acum într-o zonă agricolă ’Most mezőgazdasági övezetben lakunk’;
(angolul) We'll soon be home ’Hamarosan otthon leszünk’;
(BHMSZ) Dugo nisam mogao usnuti ’Sokáig nem tudtam elaludni’.
Helyre utaló deixis:
(magyarul) Milyen idő van kint?;
(románul) Așteaptă aici, te rog! ’Itt várj, kérlek!’;
(franciául) Pourquoi irais-je là-bas ? ’Miért mennék oda?’;
(angolul) It isn't far from here to the motorway ’Nincs messze innen az országút’;
(BHMSZ) Škola je blizu ’Az iskola közel van’.
Egyes nyelvekben vannak három közelségi–távolsági fokot jelző határozószók. A BHMSZ-ben több ilyen van, köztük az alábbiak:
Dođite ovamo ’Jöjjetek ide!’ (a beszélőhöz közel);
Dotle još ne dođosmo ’Oda még nem értünk el’ (a címzetthez közel);
Nijesmo ni prošli onuda ’Nem is mentünk át arrafelé’ (messze mindkettőtől).
A franciában is van három ilyen határozószó, de nem viszonyítottak a címzetthez:
Je vous attends ici ’Itt várlak titeket’ (a beszélő közelében);
Qui est là? ’Ki van itt/ott?’ (a beszélő közelében, ha nem is a jelenlétében);
Pourquoi irais-je là-bas? ’Miért mennék oda?’ (a távolba).
Módra utaló deixis:
(magyarul) Bárcsak így tudnék franciául én is!;
(románul) De ce stai așa? ’Miért állsz így?’;
(franciául) Je suis sûr que ce mot s’écrit comme ça ’Biztos vagyok benne, hogy ez a szó így írandó’;
(angolul) You put the cassette in here, like this ’Ide teszed be a kazettát, így’.
A BHMSZ-ben erre is három közelségi–távolsági fokot jelző alakok vannak, mint a mutató névmások esetében. Például egy pedagógus az alábbiakat mondhatja:
Ovako se piše ’Így kell írni’ (mint én a táblára);
Tako se piše ’Így kell írni’ (mint te a füzetedbe);
Onako se piše ’Úgy kell írni’ (mint egy másik, távolabb levő tanuló).

### Névutók, elöljárószók és elöljáró értékű szókapcsolatok
Egyes névutók (például a magyarban) és elöljárószók (egyéb nyelvekben) ugyancsak főleg helyre utalnak:
(magyarul) Az ajándékokat tegyük a karácsonyfa köré;
(franciául) Donnez-moi celui qui est sur la table ’Adja ide azt, amelyik az asztalon van’;
(románul) Tânărul din fața doamnei Popa este fiul ei? ’A Popáné előtt álló fiatalember az ő fia?’;
(angolul) I am in the shop ’Az üzletben vagyok’;
(BHMSZ) Stojim pod tušem ’A zuhany alatt állok’.

### Egyéb deiktikus elemek
A magyar nyelvben igekötőkként használt irányjelző határozószók is helyi deixisre szolgálnak, pl. Visszajöttünk a szabadságról.
A BHMSZ-ben egyes elöljárók válnak ilyesfajta prefixumokká: Našao sam ga ’Megtaláltam’ (na ’-n / -rá’ + ići ’menni’).
Magyar grammatikákban mondatszóknak tekintettek között is vannak helyre utaló deiktikus elemek, pl. Ím(e) a bejárat a könyvtárszobába.
Ilyeneket a BHMSZ grammatikákban partikuláknak tartanak, és ezek is három közelségi–távolsági fokot jeleznek:
Evo me, stigao sam ’Már itt is vagyok’ (szó szerint ’Íme engem, megérkeztem’);
Eto šta si uradio! ’Nézd, mit csináltál!’ (szó szerint ’Íme, …’);
Eno tvog auta, tamo na kraju parkinga ’Ott van a kocsid, a parkoló végén’ (’Íme az autód, ott, …’).
Francia grammatikákban ezeknek hagyományosan határozószóknak nevezett szavak felelnek meg, de például Grevisse – Goosse 2007 elkülöníti őket egy bevezető szavaknak nevezett szóosztályba:
Voici votre journal ’Tessék az újságja’;
Voilà Pierre ’Ott van/jön/megy Pierre’.
A helyre és időre utaló deixist jellegzetes lexikai jelentéssel bíró főnévi szószerkezetek is kifejezik:
(magyarul) Két év óta vagyok itt;
(franciául) La semaine prochaine, je partirai me reposer dans une île ’Jövő héten egy szigetre megyek pihenni’;
(románul) Sunt mai bine de opt kilometri până la cabană! ’Több, mint nyolc kilométer van még a menedékházig!’;
(angolul) I arrived ten minutes ago ’Tíz perccel ezelőtt érkeztem’;
(BHMSZ) Kroz nekoliko minuta i oni će nam se pridružiti ’Néhány perc múlva ők is csatlakoznak hozzánk’.
A szociális deixisben is részt vesznek főnevek is, esetleg bizonyos jelzőkkel vagy jellegzetes mondatokban, amelyeket megszólításokban és köszöntésekben használnak:
(magyarul) úr, uram, asszony, asszonyom, tanár úr, művésznő, nővérke, Kezét csókolom!;
(franciául) Monsieur ’uram’, Madame ’asszonyom’, Mademoiselle ’kisasszony’, Maître (szó szerint ’mester’, férfi művészek és mindkét nembeli ügyvédek és jegyzők megszólítása), Docteur (mindkét nemű orvosok megszólítása) (család- vagy funkciónévvel, vagy anélkül);
(angolul) Mister ’úr’, Mistress ’asszony’, Miss ’kisasszony’, [mɪz] kiejtéssel (írásban lerövidítve Ms, nők megkülönböztetés nélküli megszólítása) (mind csak család- vagy funkciónévvel együtt udvarias), Doctor (mindkét nemű orvosok megszólítása családnévvel vagy anélkül);
(románul) domnule ’uram’ (megszólító esetraggal) doamnă ’asszonyom’ domnișoară ’kisasszony’ (család- vagy funkciónévvel, vagy anélkül);
A román fesztelen nyelvi regiszterben tegezett hímnemű személynek van az indulatszavakhoz sorolt szavakkal való, udvariasságot nem beleértő megszólítása is, megszólító esetű névvel vagy anélkül: Mă(i)!, Bre! ’Te!’
Egyes köszönések is szociális deiktikus elemek:
(magyarul) tegezés esetén: Szervusz!, Szia! (az utóbbi a fesztelen regiszterben);
magázás esetén: Kezét csókolom!;
(románul) tegezés esetén: Ciao! ’Csaó!’, Salut! ’Szia’, Servus! (az utóbbi Erdélyben);
a dumneata vagy a dumneavoastră névmásokkal való megszólításban: Sărut mâna! ’Kezét csókolom!’

## Deixis a diskurzusban (szövegben)
A diskurzusban (szövegben) is jelen vannak deiktikus elemek. Írott változatában egyes helyhatározók fordulnak elő, pl. Föntebb már esett szó arról, hogy…
Szövegbeli helyekre jellegzetes főnevek is utalnak, pl. Mint a címben is megfogalmaztam…, Az előző fejezetben már kifejtettem…, Az összegzésben visszatérek rá stb.